# Apple Developer Tools
Gli Apple Developer Tools sono una raccolta di programmi, esempi e documentazione pubblicata dalla società Apple Inc. per gli sviluppatori del sistema operativo macOS.
I programmi comprendono un ambiente di sviluppo integrato chiamato Xcode e una serie di programmi accessori che permettono di sviluppare alcune componenti come l'interfaccia grafica (Interface Builder), le icone (Icon Composer), ecc.
Nei programmi è incluso anche un ambiente di debug ed alcune utility per l'ottimizzazione degli applicativi e l'individuazione di bug come i mancati rilasci di memoria o di altre risorse condivise.
Ci sono anche utility per il debugging hardware.
I programmi sono disponibili gratuitamente sul sito dei Apple previa registrazione su Apple Developer Connection.
I programmi richiedono per il loro funzionamento un computer Macintosh con installato Mac OS X.

## Programmi Contenuti
- Audio
  - AU Lab
- Dashcode
- Graphics Tools
  - Core Image Fun House
  - OpenGL Driver Monitor
  - OpenGL Profiler
  - OpenGL Shader Builder
  - Pixie
  - Quartz Composer
- Interface Builder
- Java Tools
  - Applet Launcher
  - Jar Builder
  - Java Browser
- Performance Tools
  - MallocDebug
  - ObjectAlloc
  - Quartz Debug
  - Sampler
  - Spin Control
  - Thread Viewer
- Utilities
  - Accessibility Tools
    - Accessibility Inspector
    - Accessibility Verifier

  - Bluetooth
    - Bluetooth Explorer
    - PacketLogger

  - CrashReporterPref
  - FileMerge
  - Help Indexer
  - icns Browser
  - Icon Composer
  - IORegistryExplorer
  - MacPython
    - BuildApplet

  - PackageMaker
  - Property List Editor
  - Speech
    - Repeat After Me
    - SrLanguageModeler

  - USB Prober
- Xcode